# Desis gardineri
Desis gardineri — вид аранеоморфних павуків родини Desidae.

## Етимологія
Вид названо на честь британського зоолога Джона Стенлі Гардінера (1872—1946).

## Поширення
Ендемік Лаккадівських островів (Індія). Поширений на острові Мінікой.

## Опис
Голотип — самиця завдовжки 8 мм.

## Спосіб життя
Живуть у припливній зоні морського узбережжя. Під час відпливу полюють на безхребетних, що залишились на березі. Під час припливу ховаються у нірках, які запечатують павутинням.